# 姜州 (劍南道)
姜州是唐代劍南道茂州都督府所屬的一個羈縻州。其轄地在今四川會東縣姜州鎮附近，是唐代招撫當地土著所設置的州縣，一般由其頭人任州官。宋代仍置。元代仍置。明代仍置，屬東川府。